# Takashi Mikami
Takashi Mikami fou un criminal de guerra japonès durant la Segona Guerra Mundial. Fou un caporal que serví a l'est de la província de Shandong de la Xina des de 1942 fins que fou capturat l'agost de 1945. Ajudà a recollir cervells dels captius xinesos per al sergent Getsuji que creia que la ingestió d'aquests l'ajudaria a curar la malaltia venèria que patia, arribant a demanar al caporal Yokokura que li n'aconseguira. Entre les altres activitats que realitzà hi hagué: la matança i tortura de civils i la violació de dones (de les quals almenys vuit eren coreanes).